# Chœur de l'aube (électromagnétique)

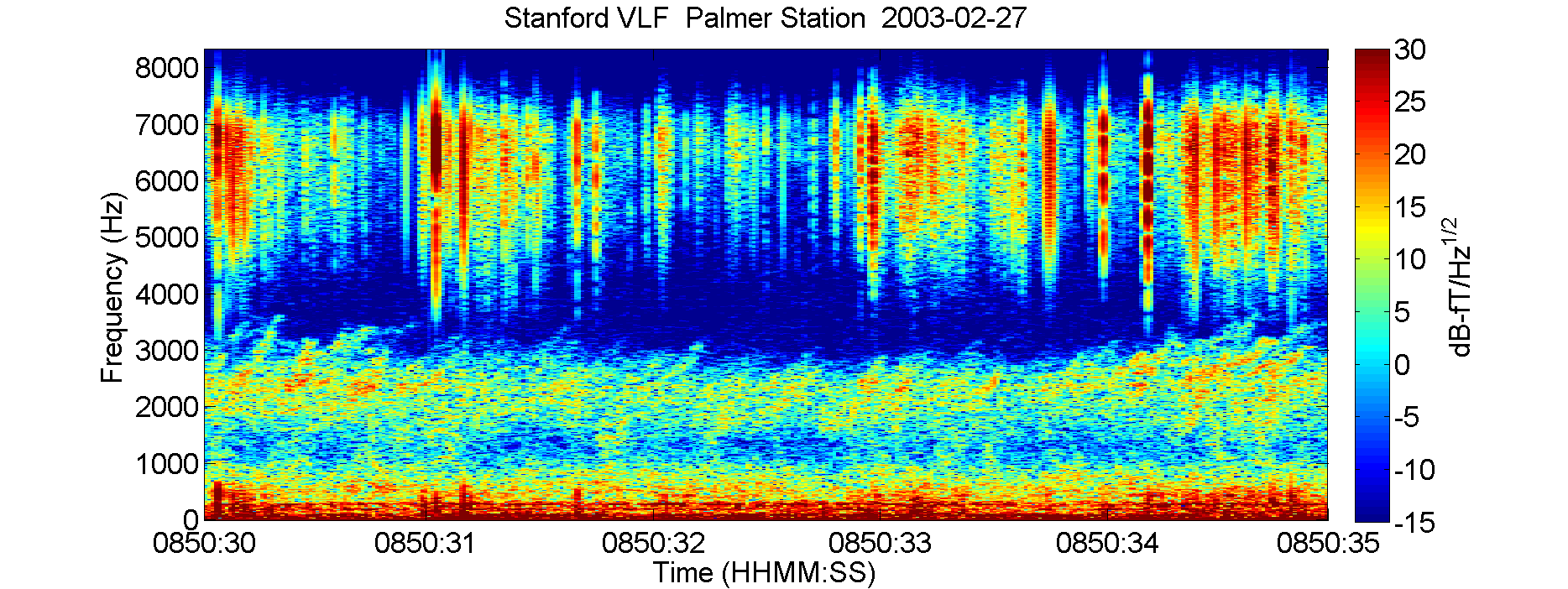
Spectrogramme VLF du chœur électromagnétique, tel qu'enregistré par la station VLF de l'université Stanford à la base antarctique Palmer. Le chœur se situe entre 1000 Hz et 3000 Hz.

Le chœur de l'aube est un phénomène électromagnétique inexpliqué qui se produit le plus souvent à l'aube ou peu après et qui peut être converti (avec l'équipement radio approprié) en un son ressemblant au chœur de l'aube. Ils semblent être générés par une résonance cyclotron en décalage Doppler entre des distributions anisotropes d'électrons énergétiques (> 40 keV) et le bruit de fond VLF, et ont lieu plus souvent lors d'orages magnétiques.
Le phénomène a également lieu lors des aurores polaires, il est alors appelé chœur de l'aurore (en) (ou sifflement auroral).

### Sources
- (en) Robert A. Helliwell, Whistlers and Related Ionospheric Phenomena, Dover Publications, Inc, 2006 (1re éd. 1965), 368 p. (ISBN 0-486-44572-0)
- (en) R. Romero, Radio Nature, Potters Bar, Radio Society of Great Britain (en), 2008 (ISBN 978-1-905086-38-2), p. 39-40